# Point May
Point May is een gemeente (town) in de Canadese provincie Newfoundland en Labrador.

## Geografie
De gemeente ligt aan de kaap van het 130 km lange schiereiland Burin, aan de zuidkust van het eiland Newfoundland. Point May is de dichtstbij gelegen plaats vanaf de Franse eilandengroep en overzeese gemeenschap Saint-Pierre en Miquelon.
De gemeente grenst in het noordoosten aan Fortune, in het oosten aan gemeentevrij gebied en in het zuidoosten aan Lamaline.

## Geschiedenis
In 1962 werd het dorp een gemeente met de status van local government community (LGC). In 1980 werden LGC's op basis van The Municipalities Act als bestuursvorm afgeschaft. De gemeente werd daarop automatisch een community om een aantal jaren later uiteindelijk een town te worden.
In 2012 liet de provinciale overheid een haalbaarheidsonderzoek voeren naar de eventuele creatie van een fusiegemeente bestaande uit Point May, Lamaline, Lord's Cove en Point au Gaul. De fusie vond echter nooit plaats en Point May bleef gewoon als zelfstandige gemeente voortbestaan.

## Demografie
Demografisch gezien is Point May, net zoals de meeste kleine dorpen op Newfoundland, aan het krimpen. Tussen 1986 en 2016 daalde de bevolkingsomvang van 456 naar 231. Dat komt neer op een daling van 225 inwoners (-49,3%) in 30 jaar tijd. In de periode 2016–2021 vond er echter opnieuw een groei plaats.
| Demografische ontwikkeling van Point May tussen 1951 en 2021               |
| -------------------------------------------------------------------------- |
|                                                                            |
| Bron: Statistics Canada (1951–1986, 1991–1996, 2001–2006, 2011–2016, 2021) |